# Karma Chameleon
«Karma Chameleon» («Карма хамелеон» або «Аура хамелеон») — пісня англійського гурту «Culture Club» з альбому «Color by Numbers» 1983 року. Авторами виступили вокаліст групи Бой Джордж, ударник Джонатан Мосс, гітарист Мікі Крейг, клавішник Рой Хей і Phil Pickett Alfie Malone (колишній клавішник групи Sailor).
Сингл вийшов у Сполученому Королівстві у вересні 1983 року. Три тижні очолював американській Billboard Hot 100 на початку 1984 року, ставши найбільшим хітом гурту та єдиним їхнім синглом номер один у США.
На батьківщині групи, у Великій Британії, він став другим синглом «Culture Club», який потрапив на вершину UK Singles Chart (після «Do You Really Want to Hurt Me»), де пробув протягом шести тижнів у вересні та жовтні 1983 року, і став найбільш комерційно успішним синглом Великої Британії 1983 року. На сьогоднішній день це 38-й за кількістю проданих копій сингл усіх часів у Великій Британії (1,52 мільйона примірників). Всього було продано понад 5 мільйонів примірників, що робить пісню одним з найкращих синглів-бестселерів усіх часів у всьому світі.

## Створення
В інтерв'ю фронтмен «Culture Club» Бой Джордж пояснив: «Ця пісня про жахливий страх відчуження у людей, страх відстоювання чогось одного. Вона про спробу розуміння кожного. По суті, якщо ви не чесні, якщо не дієте так, як відчуваєте, то отримуєте покарання карми, це спосіб природи вам відплатити». У відповідь на претензії співака-виконавця Джиммі Джонса про те, що пісня плагіатує його хіт «Handy Man», Джордж заявив: «Я, можливо, чув це один раз, але це, звичайно, це не те, що я сів і сказав: „Так, я хочу скопіювати це.“».
Партію гармоніки зіграв Джуд Ландер, який був членом біг-біт гурту «The Hideaways» у 1960-х. Пісня спочатку називалася «Cameo Chameleon».

## Сприйняття
Пісня здобула нагороду за «Найкращий британський сингл» на Brit Awards у 1984 році. 2015 року пісня була визнана британською громадськістю дев'ятою в списку «1980s number one» у опитуванні ITV.

## Музичне відео

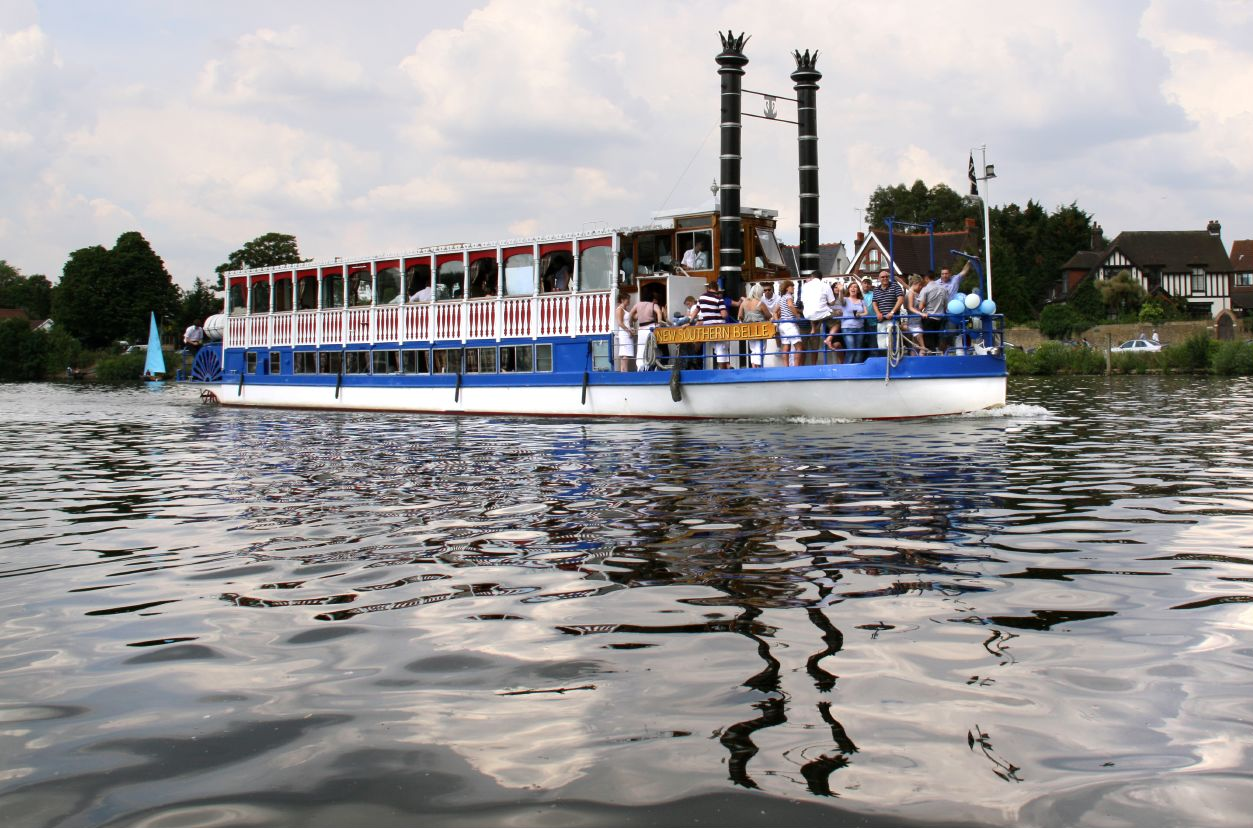
«New Southern Belle», корабель, що використовувався для знімання відео

Музичне відео режисера Пітера Сінклера було знято на острові Десборо в місті Вейбридж на Темзі влітку 1983 року.
Події у кліпі відбуваються в Міссісіпі в 1870 році. Велика група людей різних рас — в одязі кінця 1800-х років, в тому числі деякі, одягнені у червоне, золоте та зелене (про що йдеться у самій пісні). Бой Джордж одягнений відповідно до свого іміджу: барвистий костюм, рукавички без пальців та чорна шапка-човник. Окрім того, в нього довгі коси.
Кишеньковий злодій витягає ювелірні вироби, крадучись серед натовпу. Гурт «Culture Club» та інші люди заходять на борт річкового човна «Хамелеон», а Бой Джордж продовжує співати. Злодія викривають, він повертає вкрадене. Його змушують пройтися по дошці. Настає вечір, вечірка на кораблі, що пливе річкою, триває.

## Сингл у чартах
| Чарт (1983—1984)                          | Вища позиція |
| ----------------------------------------- | ------------ |
| Австралія (Kent Music Report)             | 1            |
| Австрія (Ö3 Austria Top 75)               | 3            |
| Бельгія (Ultratop Flanders)               | 1            |
| Канада (CHUM)                             | 1            |
| Європа (Eurochart Hot 100)                | 1            |
| Фінляндія (Suomen virallinen lista)       | 1            |
| Франція (IFOP)                            | 5            |
| Ірландія (IRMA)                           | 1            |
| Італія (FIMI)                             | 4            |
| Нідерланди (Dutch Top 40)                 | 1            |
| Нідерланди (Mega Single Top 100)          | 1            |
| Нова Зеландія (RIANZ)                     | 1            |
| Норвегія (VG-lista)                       | 1            |
| Південна Африка (Springbok Radio)         | 1            |
| Іспанія (AFYVE)                           | 1            |
| Швеція (Sverigetopplistan)                | 1            |
| Швейцарія (Media Control AG)              | 1            |
| Велика Британія (Official Charts Company) | 1            |
| США US Billboard Adult Contemporary       | 3            |
| США US Billboard Hot 100                  | 1            |
| США US Billboard Hot Black Singles        | 67           |
| США US Cash Box                           | 1            |

| Чарт (1983)                          | Позиція |
| ------------------------------------ | ------- |
| Австралія (Kent Music Report)        | 8       |
| Бельгія (Ultratop 50 Flanders)       | 5       |
| Франція (IFOP)                       | 17      |
| Італія (FIMI)                        | 16      |
| Нідерланди (Dutch Top 40)            | 11      |
| Нідерланди (Single Top 100)          | 10      |
| Нова Зеландія (Recorded Music NZ)    | 7       |
| Швейцарія (Schweizer Hitparade)      | 5       |
| UK Singles (Official Charts Company) | 1       |

| Чарт(1984)                        | Позиція |
| --------------------------------- | ------- |
| Канада Top Singles (RPM)          | 5       |
| Південна Африка (Springbok Radio) | 7       |
| США Billboard Hot 100             | 10      |
| США Cash Box                      | 14      |

| Чарт (1958—2018)         | Позиція |
| ------------------------ | ------- |
| США US Billboard Hot 100 | 488     |

| Регіон                                                                                          | Сертифікація  | Продажі    |
| ----------------------------------------------------------------------------------------------- | ------------- | ---------- |
| Канада (Music Canada)                                                                           | 2× Платиновий | 200,000^   |
| Франція (SNEP)                                                                                  | Золотий       | 720,000    |
| Італія (FIMI)                                                                                   | Золотий       | 25 000     |
| Велика Британія (BPI)                                                                           | Платиновий    | 1,490,000  |
| США (RIAA)                                                                                      | Золотий       | 1 000 000^ |
| *продажі, що базуються лише на сертифікаціях ^відвантаження, що базуються лише на сертифікаціях |               |            |